# Алмаст
«Алмаст» («Ալմաստ») — радянський телефільм 1985 року, знятий режисером Тиграном Левоняном на кіностудії «Вірменфільм».

## Сюжет
Опера Олександра Спендіарова за мотивами поеми вірменського поета Ованеса Туманяна «Взяття Тмкаберта». Лібретто Софії Парнок.

## У ролях
- Асмік Папян — Алмаст
- Рудольф Харатян — Татул
- Іван Діванян — Надір-шах
- Григорій Єгіазарян — Рубен
- Олександр Вартанян — Ашуг
- Г. Акопянц — Шейх
- Самуїл Абрамян — Блазень
- Рубен Хачатрян — сирота
- Грач'я Нексалян — роль другого плану
- Седа Давтян — роль другого плану
- Аркадій Карапетян — роль другого плану
- Степан Аджапханян — роль другого плану
- Валерія Давтян — Гаяне

## Знімальна група
- Режисер — Тигран Левонян
- Оператор — Георгій Айрапетов
- Художник — Степан Андранікян